# Antonín Málek
Antonín Málek (28. srpna 1937 Plzeň – 29. října 2021, Trnová) byl český malíř, scénograf a fotograf. Po okupaci v roce 1968 emigroval do Švédska a později žil v Kolíně nad Rýnem. Po roce 1989 se vracel do Čech a žil a pracoval v Kolíně a v Jindřichově Hradci.

## Život
Antonín Málek prožil dětství a válečná léta v Jindřichově Hradci, kde absolvoval základní školu. V letech 1952–1956 navštěvoval Střední výtvarnou školu na Hollarově náměstí v Praze a jeden přípravný rok k přijetí na Akademii výtvarných umění v Praze (prof. Jaroslav Vodrážka). Na Akademii studoval v letech 1957–1958 nejprve v ateliéru prof. Vlastimila Rady a poté do roku 1963 v malířském ateliéru prof. Karla Součka. Jeho staršími spolužáky byli Jiří Valenta, Milan Ressel, Bedřich Dlouhý, spolu s ním studoval Zbyšek Sion a v sousedním ateliéru V. Sychry Zdeněk Beran a Čestmír Janošek. K jeho přátelům patřil i Jan Koblasa a další výtvarníci, se kterými se zúčastnil obou neveřejných výstav Konfrontace (ateliér Jiřího Valenty, ateliér Aleše Veselého) roku 1960 a Konfrontace III (Alšova síň UB, 1965). V letech 1963–1964 absolvoval na Akademii čestný rok v ateliéru prof. Součka.
V době tuhého komunistického režimu byly pro celou Málkovu generaci důležité podněty získávané mimo školu. Patřily k nim přehrávky současné klasické hudby (Stravinskij, Hindemith, Prokofjev, Milhaud, Berg, Schönberg) v Divadle hudby, jazz, neoficiální přednášky Jaromíra Pečírky o moderním západním umění, soukromá Kramářova sbírka francouzského umění, snímky děl současných západních tvůrců v časopisech pašovaných ze zahraničí, schůzky s Vladimírem Boudníkem nebo v ateliéru Mikuláše Medka. Teoretické základy nacházeli v publikacích Bohumila Kubišty (Předpoklady slohu, 1947) a Emila Filly (O výtvarném umění, 1948).
V roce 1968 měl první samostatnou výstavu v Galerii nakladatelství Lidová demokracie na Karlově náměstí. Po okupaci v srpnu 1968 emigroval do Švédska a do roku 1979 žil a pracoval v městečku Alingsås. V letech 1973–1979 měl druhý ateliér v Kielu, kde v té době vyučoval sochařství Jan Koblasa. Roku 1973 se zde oženil s Koblasovou žačkou, sochařkou a keramičkou Ulrike Lohmeyer. Roku 1977 obdržel švédské občanství. Roku 1979 se přestěhoval do Kolína nad Rýnem. Podnikl řadu studijních cest do Francie (1974, 1977, 1982) a do USA (1985, 1988, 1990, 1994, 1995, 2001, 2002, 2004). Žije a pracuje střídavě v Kolíně nad Rýnem a v Jindřichově Hradci.
Antonína Málka pozvala roku 1993 kolínská Fachhochschule do Ladákhu v indickém Tibetu, kde prováděla restaurování nástěnných maleb v rámci projektu Save Alchi. Málek se tam od té doby často vrací a maluje tibetskou krajinu a kláštery. V klášteře Likiru v létě kreslí a maluje s žáky tamější klášterní školy. Roku 1998 podnikl v souvislosti s konzervačním a dokumentačním projektem stejné školy (German Aspara Conservation Project) cestu do kambodžského Angkor Vat. Následujícího roku se na stejné místo vrátil a působil i jako pedagog na Královské Akademii umění v Phnompenhu.
Po roce 1989 uspořádaly souborné výstavy Antonína Málka Galerie Brno a Alšova jihočeská galerie ve Wortnerově domě v Českých Budějovicích. Menší tematické výstavy proběhly v Okresním muzeu v Jindřichově Hradci, Galerii Zlatá husa, Galerii Ztichlá klika, Galerii Inspirace a v Libri prohibiti.

### Ocenění
- 1970 Cena Nadace Sigtuna za práci na téma Ecce Homo
- 1971 kulturní cena města Alingsås
- 1974 výroční cena galerie umění v Göteborgu
- 1977 stipendium švédské Akademie
- 1977 měsíční stipendium ve Villa Romana, Florencie

## Dílo
Škola měla význam především pro výuku malířské techniky a jako místo setkávání, ale ve vlastní tvorbě bylo třeba vyrovnat se s podněty postimpresionistů, Muncha nebo Roualta. Málkovy rané školní malby byly temné, expresivní, se silným pastózním nánosem barev. Jeho portréty z konce 50. let vypovídají o vlivu kubismu. Málkovy tušové kresby a akvarely, zachycující pouliční scény a krajiny z Jindřichova Hradce nebo Prahy jsou relativně volnou a symbolickou tvarovou syntézou reality. V pozdější tvorbě z roku 1959 směřuje k plošné geometrizující stylizaci figur a tlumené barevnosti, která předznamenává přechod k abstrakci (Pár, 1959). Málkova materiální malba se vyznačuje v porovnání s ostatními účastníky Konfrontací jistou křehkostí a intimností. Je pro ni charakteristická šedá tonalita a určitý linearismus struktur v ploše obrazu (Objekt, 1961). Počátkem šedesátých let vytvořil také sérii monochromních malých obrazů kde reliéfní vyvýšení plochy dosáhl nahřátím za pomoci letlampy. Paralelně vznikla série grafických listů, které svébytným způsobem rozvíjejí podněty grafické tvorby Vladimíra Boudníka.
Těžiště Málkovy strukturální abstrakce pochází z let 1964–1966. Jeho zdánlivě amorfní, ve skutečnosti cíleně uvnitř i navenek strukturované obrazové objekty s náznakem figury, jsou sestaveny z předmětných složek včleněných do složitých útvarů působících dojmem materiálových ikon nebo relikviářů. Málek spojuje pomocí pryskyřice dřevěné a kovové součástky a dráty s pískem a textilií. V cyklu reliéfních objektů To co je uvnitř (1964–1965), který evokuje zasutou paměť věcí a civilizace pod nánosem času, skládá nejrůznější nalezené věci a uzavírá je spletí drátů nebo dráty provlečenými perforací. Povrch reliéfu je sjednocen bílým nátěrem, zatímco jemně růžové akcenty vystupující z hloubky naznačují, že to co je uvnitř, je živé. Symbolický podtext strukturální abstrakce, který byl výrazem tíživého existenciálního životního pocitu, dával prostor fantazii a byl postupně transformován v martyrizování lidské tělesnosti.
Na cyklus objektů navazují abstraktní kresby z poloviny 60. let, ve kterých se postupně objevují části lidské figury a postupný návrat k figuraci (Hlava-Figura, 1966) a portrétu (Portrét arch. M. Hrubého, 1968). Završením Málkovy domácí tvorby je monumentální portrét Samuela Becketta, jehož texty a hry koncem 60. let silně rezonovaly ve společnosti.
Ve švédském exilu v Málkově díle dominuje portrétní a figurální malba. Bezbrannost člověka reflektují obnažené řezy mozku, siluety postav zbavených kůže, imaginární rozhovory se stíny, napjatá přediva tkání, tváře vystupující z obrazového prostoru jako němí svědci (Einstein, 1969). V několika dílech se vrací nazpět k událostem v Čechách (Památce Jana Palacha, 1970, Pomník cenzuře, 1970–1971, Triptych – Památce Antonína Tomalíka, 1971–1972). Zkušenost emigrace prohlubovala pocit osamělosti a vykořenění (Quo vadis, 1971–1972).
Během 70. let v Málkovy portrétech a figurálních kompozicích přetrvává úzkost a ironický škleb, ale malíř se vymezuje proti schematizaci obrazové formy. Nezaznamenává pouhou skutečnost fyzického světa, ale lidské reakce, ať kladné nebo negativní, na tuto skutečnost. Málek objevil tajemnou hnací sílu těžko definovatelné úzkosti, která se objevuje v reálném ovzduší při očekávaném střetnutí jednotlivých postav. Hlavy se mění v expresivní a deformované masky vystavené zraňujícím atakům okolí (Puklé zrcadlo, 1979). Manýrizující stylizace tváří, která je často na hranici grotesknosti, může být ve skutečnosti štítem, chránícím křehkost lidského nitra. Také v portrétech svých známých a blízkých užívá expresivní deformace tvarů a charakter osobnosti portrétovaného podtrhuje v dramaticky zdůrazněných detailech (Portrét Anastáze Opaska, 1988, Portrét matky, 1992–1995).
Jeho vztah k zemi, která ho vypudila do exilu, zůstává obezřetný (Ideolog I-II, 1980–1981, Ideolog I-VII, 1990–2001). Na počátku 90. let Málek vytvořil cyklus 15 rozměrných obrazů lidských tváří, které spojuje náznak kříže, nazvaný Jsi pozorován (1991–1993). Záměrně pokleslá a karikovaná typologie tváří je deformována – úsměv se mění v škleb, pohled v tupé zírání, tvář v grimasu. Obrazy mohou být sestaveny do kruhu, aby se divák ocitl v centru a byl přímým účastníkem malířovy intelektuální hry v níž role pozorujících a pozorovaných se neustále proměňuje.
Jako protiklad k Málkově figurální malbě, v níž přes nadsázku a grimasu přetrvává pocit existenciální tísně, se jeví jeho krajinářská tvorba. Jedny z prvních odlehčených kreseb vznikly během jeho cesty do USA roku 1985 (Erotické aspekty kalifornské krajiny, 1985) a poklidný ráz si zachovala i pozdější panoramata San Francisca (2004). Silným impulsem byla Málkova první cesta do Ladaku v indickém Tibetu roku 1993. Zapůsobilo na něj nejen velebné panoráma velehor, ale i duchovní klima spojené s tamními kláštery. Proto jsou tyto krajiny, spíše než věrným záznamem, Málkovou meditací o Tibetu a portrétem krajiny jako světa ve všech jeho složitých významech. Se stejnou intenzitou na malíře zapůsobila chrámová krajina v kambodžském Angkor Vat, kde si nespoutaná tropická příroda bere zpět kdysi monumentální díla, která vytvořila lidská ruka. Málek v kresbě záměrně zdůrazňuje kontrast mezi rozpadající se stavbou a brutální silou kořenů stromů, které ji drtí a svírají jako nějaká monstrózní stvoření.
Málkova tvorba není pouhým svědectvím určitého dějinného úseku, ale dotýká se zároveň obecných problémů složité duše člověka, jeho věčné touhy, i trvalých osidel, do nichž lze kdykoli znovu upadnout. Nezná prostřednosti kompromisního pohledu, jen život v krajních polohách a s plným nasazením.

### Scénografie
- 1983 Král Ubu, divadlo Kefka M. Sládka, Kolín nad Rýnem, scéna, kostýmy, rekvizity
- 1984 Baron Prášil, divadlo Kefka M. Sládka, Kolín nad Rýnem, scéna, rekvizity
- 1989 Apokalyptika, Milan Sládek Pantomimentheather, Kolín nad Rýnem, scéna, kostýmy, rekvizity
- 1999 Král Ubu II, divadlo Aréna M. Sládka, Bratislava, scéna, kostýmy, rekvizity
- 2004 Andy-Andy, Milan Sládek Pantomimentheather, Kolín nad Rýnem, scéna, rekvizity

### Zastoupení ve sbírkách
- Národní galerie v Praze
- Alšova jihočeská galerie v Hluboké nad Vltavou
- Muzeum umění Olomouc
- Galerie umění Karlovy Vary
- Galerie výtvarného umění v Náchodě
- Galerie výtvarného umění v Chebu
- Okresní muzeum, Jindřichův Hradec
- Bundesministerium des Innern, Berlin,
- Galerie Benedikta Rejta, Louny
- Galerie hlavního města Prahy
- Musée de la Peinture, Grenoble
- Museum Alingsäs
- Verksamhetsstöd Boras
- Verksamhetsstöd Göteborg
- Verksamhetsstöd Stockholm

### Monografie
- Antonín Málek, text Gaudibert Pierre , Vomm Wolfgang, 97 s., Städtische Galerie Villa Zanders, Bergisch Gladbach 1984
- Antonín Málek, Víchová Ilona (ed.), 216 s., Galerie Brno 2005, ISBN 80-239-6099-7
- Antonín Málek, text Tetiva Vlastimil, 77 s., Alšova jihočeská galerie v Hluboké nad Vltavou 2007

### Katalogy
- Antonín Málek: Obrazy a kresby 1964–1968, SČVU Praha 1968
- Antonín Málek, Alingsås konsthall, Alingsås 1969
- Antonín Málek, Galleri Kusten, Göteborg 1971
- Antonín Málek, Galleri Gullfiber, Billesholm 1971
- Antonín Málek, Alingsås konsthall, Alingsås 1972
- Antonín Málek: Bilder, Zeichnungen Graphik, Galerie Mauritz, Selent bei Kiel 1975
- Antonín Málek: Bilder und Zeichnungen, Commerzbank AG Filiale, Kolín nad Rýnem 1981
- Antonín Málek: Retrospektive, Villa Zanders, Bergisch Gladbach 1984
- Antonín Málek: Bilder und Zeichnungen, Vomm Wolfgang, 2 s., 1985
- Antonín Málek, kat. 8 s., 1986
- Antonín Málek: Jsi pozorován, podnázev: Ideologové, text Nešlehová Mahulena, 13 s., Okresní muzeum, Jindřichův Hradec 1993
- Antonín Málek: Bilder und Zeichnungen, text Aubry Anne, Kafka Franz, 4 s., 1994
- Antonín Málek: Obrazy z cest po Asii, text Dobešová Hana, 7 s., Okresní muzeum, Jindřichův Hradec 1999
- Antonín Málek: Angkorian drawings, text Roger Goepper, 32 s., Kolín nad Rýnem 2000
- Antonín Málek: Práce z šedesátých let / Works from sixties, text Antonín Málek, rozhovor s Magdalenou Juříkovou, 45 s., Galerie Zlatá husa, Praha 2003